# パベウ・ザトルスキ
パベウ・ザトルスキ（ポーランド語: Paweł Zatorski, 1990年6月21日 - ）は、ポーランドの男子バレーボール選手。

## 来歴
2009年、ポーランド代表としてワールドリーグに出場。2010年、世界クラブ選手権でスクラ・ベウハトゥフの準優勝に貢献し、自身もベストリベロを受賞した。
2015年、ワールドリーグに出場しベストリベロを受賞。2016年、リオデジャネイロオリンピックに出場した。
2018年、世界選手権でポーランド代表の金メダルに貢献し、自身もベストリベロを受賞した。2021年、東京オリンピックに出場した。2023年、ネーションズリーグで金メダルを獲得し、自身は大会MVPとベストリベロ賞を受賞した。

## 球歴
- ポーランド代表
  - オリンピック - 2016リオデジャネイロ、2020東京
  - 世界選手権 - 2014年、2018年
  - ネーションズリーグ - 2018年、2019年、2021年、2022年、2023年
  - 欧州選手権 - 2011年、2013、2015年、2017年、2019年、2021年
  - ワールドカップ - 2011年、2015年、2019年
  - ワールドリーグ - 2009-2017年

## 所属クラブ
- AZSチェンストホヴァ (pl) （2008-2010年）
- スクラ・ベウハトゥフ（2010-2014年）
- ZAKSAケンジェジン・コジレ (pl) （2014-2021年）
- アセッコ・レソヴィア・ジェシュフ（2021年-）

## 受賞歴
- 2010年 - 世界クラブ選手権 - ベストリベロ
- 2015年 - ワールドリーグ - ベストリベロ
- 2018年 - 世界選手権 - ベストリベロ
- 2021年 - 2020/21欧州チャンピオンズリーグ　ベストリベロ賞
- 2023年 - ネーションズリーグ - MVP、ベストリベロ賞